# Fumiko Takano
Fumiko Takano (jap. 高野 文子, Takano Fumiko; * 12. November 1957 in Niitsu, Präfektur Niigata) ist eine japanische Manga-Zeichnerin.

## Biografie
Als Oberschülerin nahm sie, beeinflusst von der Mangaka Moto Hagio, mit einer 16-seitigen Geschichte an einem Wettbewerb des Bessatsu Shōjo Comic-Magazins teil. Ihre erste Publikation erfolgte 1977 mit Hana in einer Dōjinshi-Anthologie des Amateurzirkels Rakugakikan. Weil eines der Mitglieder dieses Zirkels zu den Gründern des Manga-Magazins June zählte, hatte Takano 1979 die Möglichkeit, in diesem Magazin ihren ersten Comic als professionelle Zeichnerin herauszubringen. Dieser trug den Titel Zettai anzen kamisori (絶対安全剃刀).
In den folgenden Jahren erhielt Takano trotz vergleichsweise weniger Veröffentlichungen eine große Fangemeinde. Ohne sich auf geschlechtsspezifische Zielgruppen wie der Großteil der zu dieser Zeit arbeitenden Manga-Zeichner zu spezialisieren, wurde Takano zu einer Vorreiterin für folgende weibliche Avantgarde-Zeichnerinnen wie Kyōko Okazaki, Shungiku Uchida und Erica Sakurazawa.
Seit 1982 hat Takano erst sechs Sammelbände herausgebracht. Der Großteil ihres Werkes besteht aus Kurzgeschichten, die in den 1980er Jahren in Magazinen wie Mankinchō (漫金超), Petit Flower, Seventeen und June erschienen. Für ihren ersten Sammelband Zettai anzen kamisori, der 1982 beim Hakusensha-Verlag erschien und 17 Kurzgeschichten beinhaltet, gewann sie den Preis der Vereinigung japanischer Comiczeichner. Von 1986 bis 1987 mit Rakki-jōchan no atarashii shigoto (ラッキー嬢ちゃんのあたらしい仕事) in Petit Flower sowie von 1988 bis 1992 mit Ruki-san (るきさん) in Hanako versuchte sie sich auch an längeren Werken.
In den alternativen Manga-Magazinen Comic Are! und Comic Cue sowie im Seinen-Magazin Afternoon brachte sie zwischen 1996 und 2001 die vier Comics heraus, die 2002 gesammelt als Kiiroi hon (黄色い本) im Kōdansha-Verlag erschienen. Dieses Werk brachte ihr 2003 den Osamu-Tezuka-Kulturpreis ein. Kiiroi hon ist ins Französische übersetzt worden; ein Auszug ist auf Deutsch im Magazin Strapazin erschienen.

## Schriften
- Am Anfang ist ein Strich. Aus dem Japanischen von Nora Bierich. Reprodukt 2025.